# Callimetopus ruficollis
Callimetopus ruficollis là một loài bọ cánh cứng trong họ Cerambycidae.